# Repedea, Maramureș
Repedea (în ucraineană Кривий, transliterat Krîvîi, în maghiară Oroszkő) este satul de reședință al comunei cu același nume din județul Maramureș, Transilvania, România.

## Etimologie
Etimologia numelui localității provine din adjectivul „repede” = „iute, rapid” (<lat. rapidus, rapide) (inițial un determinant al unui substantiv de genul vale) + art. hot. -a, cu rol de substantivare a adjectivului.

## Așezare
Satul Repedea este situat în partea central-nordică a județului, în apropierea graniței cu Ucraina, la confluența râurilor Ruscova și Repedea, la o distanță de: 30 km de orașul Vișeu de Sus; 50 km de stațiunea Borșa; 53 km de municipiul Sighetu Marmației; 120 km de municipiul reședință de județ Baia Mare și 200 km față de Cluj Napoca. Altitudine minimă este de 495 m, iar cea maximă de 1957 (Vârful Farcău).

## Istoric
Localitatea Repedea este atestată documentar, printr-un hrisov, scris în slava veche, din anul  1350. După Suciu, este atestată abia la 1413 (Oroszkő).
Hrisovul a fost  găsit în  vechea biserică din lemn, construită în stilul maramureșean în anul 1413, biserică ce nu mai există din cauza faptului că în urma unei  ierni grele, în deceniul șase al secolului trecut s-a prăbușit, iar patrimoniul ei de o inestimabilă valoare  se află în prezent în București.
În hrisov se menționează  că pe acest teritoriu a fost găsit un grup de oameni păstori-crescători de animale, de origine slavă, printre care s-a identificat și  un locuitor cu numele de Krevan care avea o casă din lemn în partea de nord a localității Repedea, pe versantul stâng al pârâului Tomnatic, casă care cu timpul s-a prăbușit, rămânând numai locul unde a fost casa, loc care și acum se numește „Pole Krevanovo" – Poiana lui Krevan. În prezent pe teritoriul vechii poieni se dezvoltă un frumos arboret de brazi având o vârstă de 40 de ani.

## Manifestări tradiționale locale
- Sărbătoarea narciselor (în ultima duminică din luna mai, în Poiana Narciselor).

## Arii naturale protejate (de interes național)
- Vârful Farcău - L. Vinderel - vârful Mihailecu (relief glaciar);
- Poiana cu Narcise Tomnatec – Sheleanu (Legea 5/2000).
- Parcul Natural Munții Maramureșului, care cuprinde și arealul natural al comunei Repedea inclus in Zona de Protecție Integrala in proporție de 11%(HG nr.2151/2005)

## Obiceiuri și tradiții
Obiceiurile  și  tradițiile în mare parte sunt păstrate  și condiționate  de activitățile gospodărești  și sărbătorile religioase. 
Obiceiurile religioase sunt bine păstrate și sunt corelate cu sărbătorile precum, Crăciunul, Bobotează, Duminica Floriilor, Paștele,  Rusaliile, Sfântul Ilie.
Astfel în ajunul  Crăciunului, sărbătorit după ritul vechi, cetele de colindători și Viflaimul vestesc nașterea lui Isus, indiferent de confesiune religioasă a colindătorilor. De Bobotează s-a păstrat obiceiul sfințirii caselor și a întregii gospodării. 
De Paști se merge la biserică cu pască, ouă încondeiate, diferite preparate culinare tradiționale, unde sunt sfințite de preot, existând și un adevărat ritual de preparare  a bucatelor.
Sf. Ilie  (2 august) constituie un pretext pentru  localnici de a se reîntâlni în sânul comunității, revenind an de an pe meleagurile natale. Există și un vechi obicei legat de această sărbătoare, astfel, se spune că, dacă de Sf. Ilie,  o fată nemăritată se scaldă în apele lacului Vinderel rostind incantații străvechi, aceasta se va mărita curând.
Materiale video despre Repedea:
Obiceiuri, tradiții, prezentare Repedea - video
Repedea este deservită de stația CFR Leordina, aflată la 13 km.

## Obiective turistice

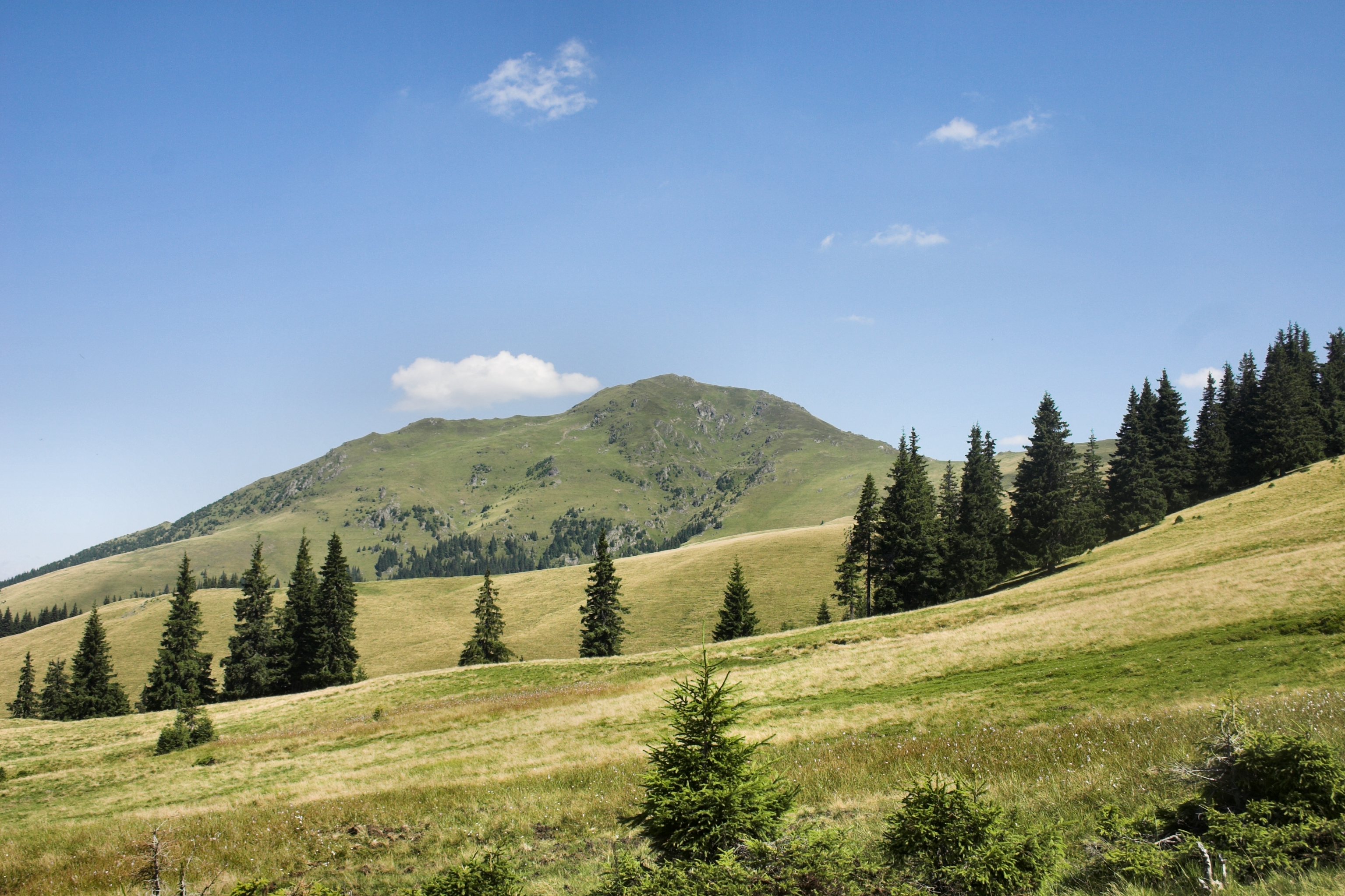
Vârful Farcău

- Rezervația naturală „Vârful Fărcău - Lacul Vinderel 1957 m - Vârful Mihailecu” (100 ha).
- Obiective turistice Repedea și Valea Ruscovei Arhivat în 3 mai 2011, la Wayback Machine.

## Religie
- 63,6% Ortodocși
- 33,3% Penticostali
- 3,3% Adventiști
- 0,9% Reformiști[necesită citare]